# Constant ebullioscòpica
En termodinàmica, la constant ebullioscòpica (Kb) permet relacionar la molalitat amb l'augment ebullioscòpic. És la proporció d'aquest darrer amb el primer: 
{\displaystyle \Delta T=i\cdot K_{b}\cdot m}

On i és el factor de van't Hoff, el nombre de partícules en el qual el solut es divideix o forma quan es dissol.
{\displaystyle K_{b}=RT_{b}^{2}/1000L_{v}}
On:
- R: constant dels gasos
- Tb: punt d'ebullició del líquid
- Lv: calor latent de vaporització per gram

Mitjançant el procediment anomenat ebullioscòpia, una constant coneguda es pot fer servir per calcular una massa molar desconeguda. Està relacionat amb la crioscòpia, per la qual es pot determinar la constant crioscòpica.
Aquesta propietat de l'elevació del punt d'ebullició és una propietat col·ligativa; això significa que la propietat, en aquest cas {\displaystyle \Delta T}, depèn del nombre de partícules dissoltes i no pas de la naturalesa d'aquestes partícules.

## Alguns valors de Kb
- 0,512 Aigua
- 5,03 Tetraclorur de carboni
- 3,63 Cloroform
- 2,53 Benzè
- 2,34 Sulfur de carboni
- 2,02 Dietilèter
- 5,95 Càmfora
- 3,08 Àcid acètic
- 2,79 Ciclohexà
- 1,07 Etanol